# 矮生忍冬
矮生忍冬（学名：Lonicera minuta）为忍冬科忍冬属的植物，是中国的特有植物。分布于中国大陆的甘肃、青海等地，生长于海拔2,200米至4,550米的地区，见于山麓溪流旁石隙中或沙丘，目前尚未由人工引种栽培。